# ペリリュー神社
ペリリュー神社（ペリリューじんじゃ）は、パラオ諸島の小島ペリリュー島に建立された神社である。

## 前史
ペリリュー島には1934年に天照大神を祭神とする南興神社（ペリリュー神社）が建立され、現地の日本人住民は島の繁栄を祈願してきた。1944年、ペリリュー島で日米による激しい戦闘（ペリリューの戦い）が行われた。1953年から2003年までに約7600名の遺骨が収集された。日本の遺族会などの各団体により慰霊碑が建立された。特に1970年には佐藤栄作首相とペリリュー島酋長の間で慰霊碑の建設とその後の供養に関して覚書を交わし日本政府から1万ドルが交付され、1972年に島の墓苑に慰霊塔「みたま」（納骨堂併設）が建設された。

## 神社再建と称する構築物群の設置

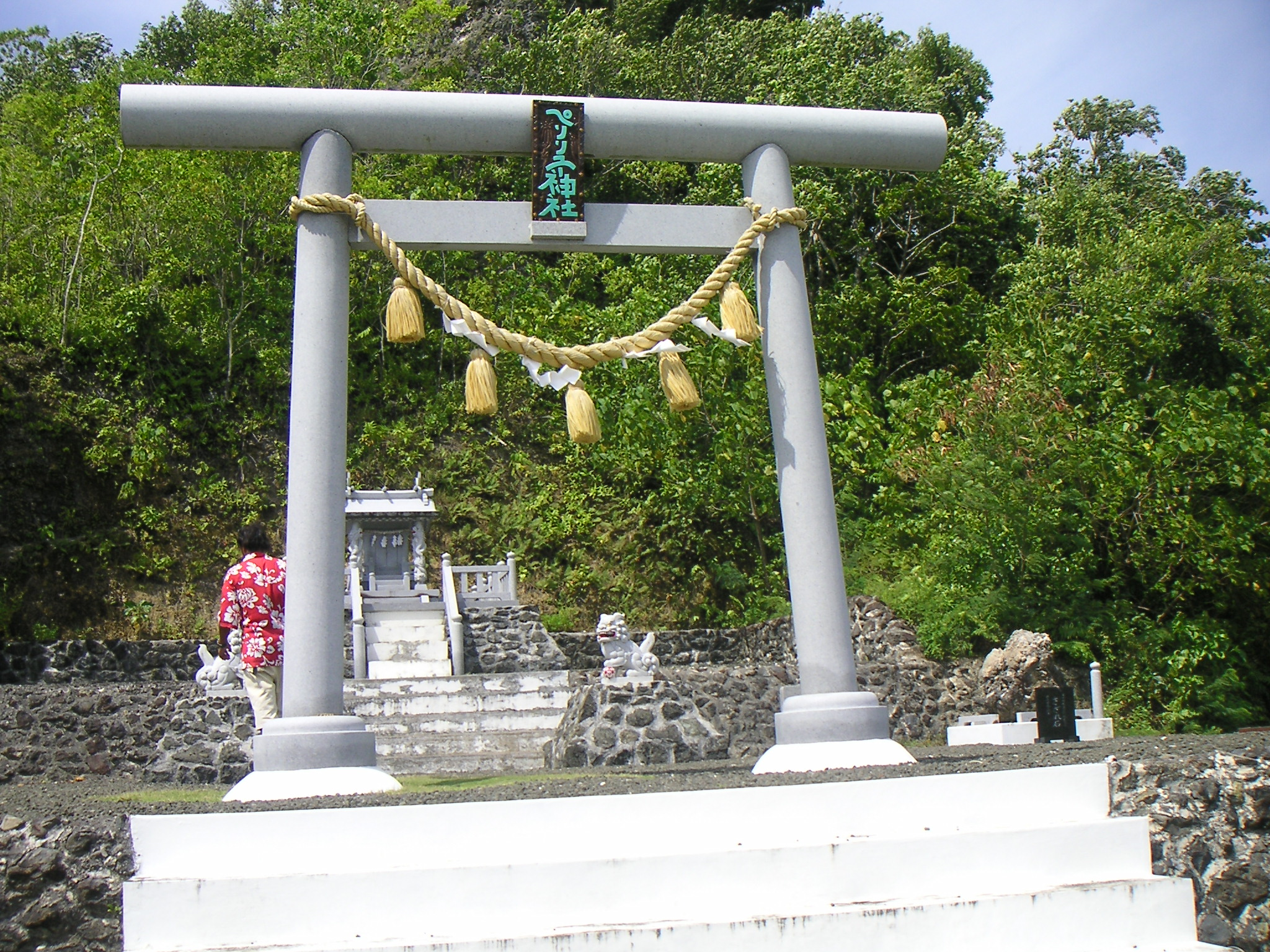
ペリリュー神社鳥居

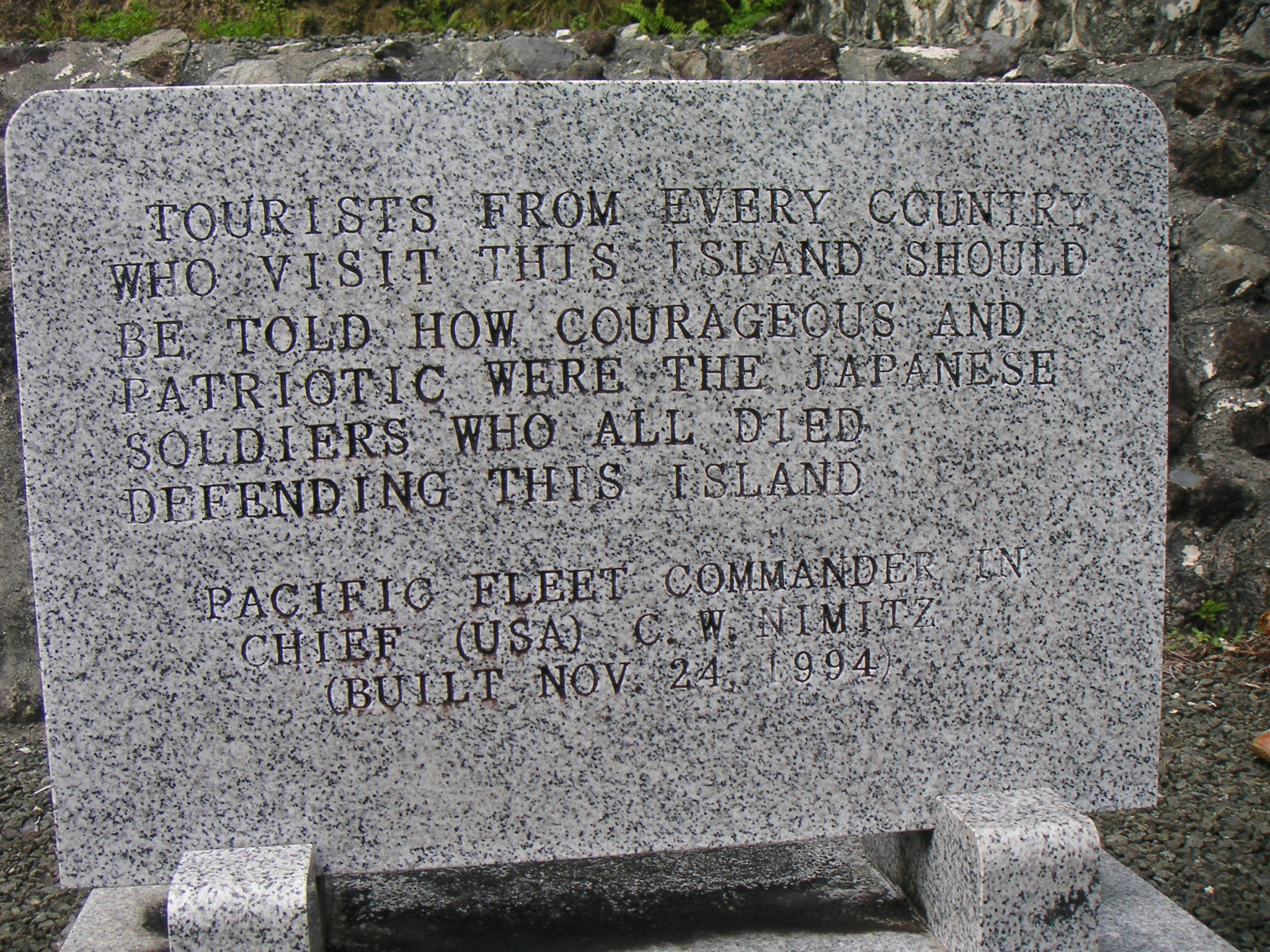
「元空幕長の浦茂がアナポリス海軍士官学校でニミッツ提督作と確認した」と名越二荒之助が主張する詩文

1982年、清流社が組織した青年神職南洋群島慰霊巡拝団の滑川裕二（現NPO南洋交流協会理事長）が遺骨50体を収集するとともに、日本から運搬した材料を使って、イサオ・シゲオ（綴りや現地の発音ではイサオ・シンゲオの表記が近い）尊長ら島民が見守る中、ペリリュー神社が再建された。この際、ペリリュー島で戦死した一万余名の英霊が併祀された。神社は、日本からの慰霊団や観光客からの外貨取得にも寄与している。
1987年刊名越二荒之助著『世界に生きる日本の心』のなかでは、神社再建が「パラオ政府の要請によるもの」で、「ペリリューの人達が神社の建設を喜んだ」としてグアムの日刊紙『パシフィック・デイリー・ニュース』の1982年5月24日付記事のコピーが掲載されている。
しかし、そこに書かれている英文をよく読むと“神社再建が「パラオ政府の要請によるもの」で、「ペリリューの人達が神社の建設を喜んだ」”の部分は「accordinng to Yuji Namekawa」、もしくは「said Yuji Namekawa」となっている。つまり「パラオ政府の要請によるもの」「ペリリューの人達が神社の建設を喜んだ」は神社建設の当事者である滑川の言い分であって、パシフィック・デイリー・ニュースはそれを掲載しただけだが、名越の本ではあたかもパシフィック・デイリー・ニュースが独自取材で、神社再建が「パラオ政府の要請によるもの」で、「ペリリューの人達が神社の建設を喜んだ」と報道したかのような錯覚を与えるものとなっている。

## 地元住民との関係
また、この神社再建の際に、清流社と地元住民との間で、
- 「Japanese type of temple」の建設
- 納骨堂の建設
- 宿泊施設の建設（島の観光産業振興）

が契約されていたが、実際には「temple」ではなく「shrine」が建設され、納骨堂や宿泊施設は未だ建設されるに至っていない。
ペリリュー島戦没者遺族団体によるとこの神社は1982年の建設後1995年までに少なくとも2回現地の住民によって破壊され、また1997年2月に久保憲一が訪れた時には銃撃を受けた痕跡も確認されているが、清流社側が修復を繰り返している。
1972年建設の慰霊施設「みたま」は現地住民によって今も手厚く管理されている。

## 日本の遺族団体とのトラブル
ペリリュー島戦没者遺族団体は、この神社が建立された際に青年神職南洋群島慰霊巡拝団が収集した50体の遺骨を、前述の慰霊塔「みたま」に納骨したいと清流社に対して返還を要求している。